# 楚拉 (密西西比州)
楚拉（英語：Tchula）是位於美國密西西比州霍爾姆斯縣的城鎮。
2015年，衛報將楚拉描述為「全美國最窮的地方」。

## 人口
根據2020年美國人口普查的數據，楚拉的面積為3.73平方千米，當中陸地面積為3.65平方千米，而水域面積為0.08平方千米。當地共有人口1652人，而人口密度為每平方千米443人。